# Alboka

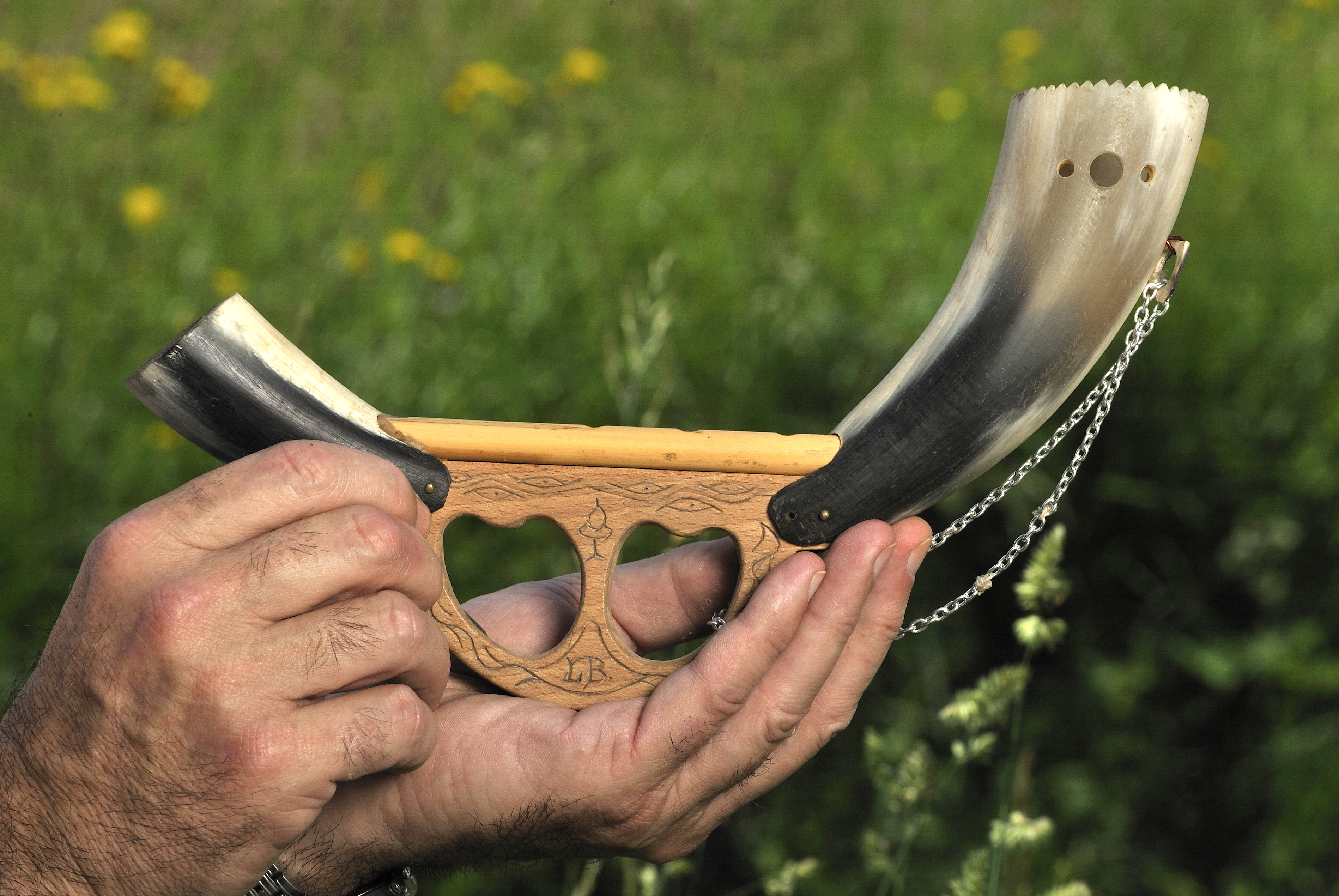
En traditionell Alboka.

Alboka är ett baskiskt träblåsinstrument som tros härstamma från Asien. Dess  namn kommer från arabiska "al-bûq" (البوق) som betyder trumpet eller horn.
Ljudet alstras i två pipor med enkla rörblad i ett gemensamt munstycke av horn och instrumentet avslutas med ett klockstycke av kohorn. Piporna har fem respektive tre fingerhål och kan spelas samtidigt så att instrumentet blir tvåstämmigt. Albokan spelas med cirkulationsandning.
Bland kända albokaspelare, eller albokari, i modern tid kan nämnas Ibon Koteron och Alan Griffin.

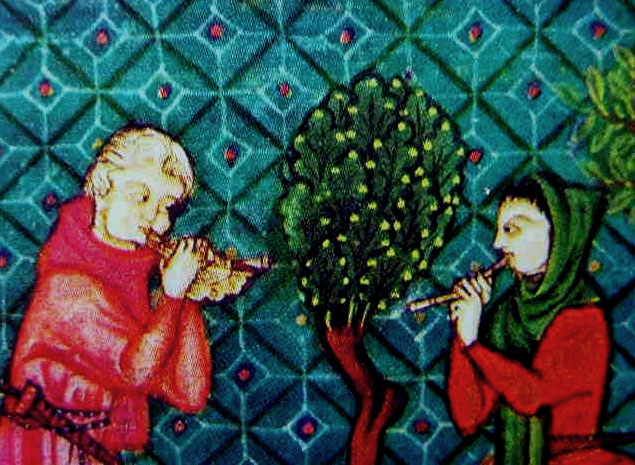
Albokari på en medeltida målning.

Albokan, eller dess spanska motsvarighet albogue, nämns i 
Libro de Alexandre, en 1200-tals dikt om Alexander den stores liv.  